# Molac
Molac (bret. Moulleg) – miejscowość i gmina we Francji, w regionie Bretania, w departamencie Morbihan.
Według danych na rok 1990 gminę zamieszkiwały 913 osoby, a gęstość zaludnienia wynosiła 32 osoby/km² (wśród 1269 gmin Bretanii Molac plasuje się na 611. miejscu pod względem liczby ludności, natomiast pod względem powierzchni na miejscu 304.).